# Bergscheffel
Der Bergscheffel war ein deutsches Volumenmaß für Holz- und Steinkohle und in vielen Regionen in Anwendung. Diesen Scheffel im Bergbau und in der Köhlerei gab es in Sachsen-Gotha, Berlin, Schlesien, Mecklenburg (Braunkohle) und weiteren Regionen. Der Scheffel für Getreide ist entsprechend angepasst worden.
- Holzkohle 1 Bergscheffel (Sachsen-Gotha) = 2026,8816 Pariser Kubikzoll = 40,206 Liter
- Steinkohle 1 Bergscheffel (Gothaer) = 2027 Pariser Kubikzoll = 40,21 Liter = 0,7526 Bergscheffel (Berliner)[1]
- Steinkohle 1 Bergscheffel (Manebacher) = 39,515 Liter
- 1 Bergscheffel (Schlesischer) = 1 Scheffel plus 6 ¼ Metzen (Berliner)[2]
- 1 Bergscheffel (Mecklenburger) = um 150 Pfund